# Instituto de Artes de Mineápolis
El Instituto de Artes de Mineápolis (en su denominación oficial, Minneapolis Institute of Arts o MIA) es un museo estadounidense de arte antiguo y moderno, ubicado en el barrio Whittier de Mineápolis (Estados Unidos).
Es un museo de tipo enciclopédico, con 80 000 piezas repartidas en siete departamentos diferenciados: Asia, Oceanía y las Américas; Arquitectura, diseño, artes decorativas y Escultura anterior a 1900; Arte Asiático; Pintura y escultura moderna; Fotografía; Dibujos y grabados, y Textiles. El museo es uno de los museos más grandes de Estados Unidos.

## Historia
En 1883, un grupo de 25 ciudadanos fundó la Minneapolis Society of Arts, con la intención de fomentar las artes en la ciudad. A lo largo de la década, la nueva institución ofreció exposiciones de arte sin una sede fija, y fue en 1889 cuando se instaló en unos espacios de la Biblioteca Pública de Mineápolis.
Con diseño de la firma de arquitectos McKim, Mead & White , el primer edificio del museo abrió sus puertas en 1915, ocupando una parcela donada por la familia Morrison. El edificio es considerado ahora un ejemplo ilustre del estilo Beaux-Arts. En realidad, el bloque construido era sólo el primero de un plan mucho mayor que no se culminó. 
Muchos años después, en 1974, el museo sumó una ampliación de acuerdo a nuevos planos, del japonés Kenzō Tange, y en 2006 inauguró una segunda ampliación de Michael Graves. El distrito de Whittier donde se enclava el museo, antigua zona residencial ocupada por mansiones, consta en el Registro Nacional de Lugares Históricos.

## Colecciones

### Asia, Oceanía y América
Este departamento cuenta con 3000 piezas, con pinturas, esculturas, trabajos en metal así como joyas elaboradas con conchas y minerales. Hay que destacar una talla en madera de un jinete y su caballo de Djenné, de hace 2000 años, así como un leopardo de bronce del siglo XVIII, del reino de Benín. Una máscara de Luba es una de las apenas dos conocidas en todo el mundo. De la América precolombina, destaca una máscara olmeca en jade.

### Arquitectura, diseño, artes decorativas y escultura
Es el departamento más amplio, con más de 10 000 piezas. De manera atípica, se incluye bajo su gestión una vivienda completa del siglo XIX que se halla lejos del museo, la Purcell-Cuts House, legada a él en 1985. Se ubica en el centro de Mineápolis.
El museo alberga reconstruido un salón de 1730 procedente de un palacio parisino, el Hôtel de la Bouexière, así como ejemplos dispares de muebles, cerámicas y demás objetos. La sección de escultura incluye a Rodin y una obra atribuida a Bernini.

### Arte asiático
Este departamento representa 17 culturas de Asia y cubre 5000 años. Entre otras atracciones, se muestran reconstruidas dos estancias japonesas: una sala de audiencias (shoin) y una casa de té (chashitsu).

### Pinturas y escultura moderna
Este departamento engloba la pintura europea y americana desde el siglo XIV hasta la actualidad, y la escultura posterior a 1900.
La colección de pinturas incluye unas 900, con obras maestras como La muerte de Germánico (1627) de Nicolas Poussin, obra clave de su carrera; Paisaje pastoral de Claudio de Lorena, Lucrecia (1666) de Rembrandt, El prendimiento de Cristo de Van Dyck (que repite el original del Museo del Prado), Personajes durmiendo durante el sermón de William Hogarth (imagen célebre por su difusión en grabados), Ciervo en el bosque de Courbet, Los fanáticos de Tánger de Delacroix, Los olivos de Van Gogh y obras de artistas americanos entre Gilbert Stuart y Larry Rivers.
Hay que subrayar la presencia de varias pinturas españolas de gran relevancia, como La purificación del templo de El Greco, famosa por incluir retratos de Tiziano, Miguel Ángel, Giulio Clovio y Rafael. Igualmente importante es un famoso autorretrato de Goya atendido por el doctor Arrieta. También se conserva en este museo una relevante Sagrada Familia de Luis Tristán.
Entre las esculturas, destacan obras de Constantin Brancusi, Henri Matisse, Henry Moore y Amedeo Modigliani, quien esculpió pocas por problemas respiratorios. En fecha reciente, el museo ha sumado la figura Diego (1962) de Alberto Giacometti.

### Fotografía
Instaurado en 1985, este departamento cuenta ya con 8500 ejemplos de más de 800 fotógrafos. Mantiene una intensa actividad pedagógica, prestando obras a exposiciones en la región.

### Dibujos y grabados
Este departamento se instituyó en 1916, con la donación de 5000 láminas por parte de Herschel V. Jones, miembro del patronato del museo. Actualmente cuenta con 42 000 piezas, entre grabados, dibujos, pasteles y libros ilustrados. Hay que mencionar los grabados de Durero y Rembrandt, así como un ejemplar «de presentación» de Los Caprichos de Goya, considerado anterior a la edición principal de 1799.

### Textiles
La colección de textiles incluye 8000 ejemplos, que cubren 15 siglos de historia y más de 70 países. Abarcan desde los tejidos egipcios de la época copta y de la América precolombina, hasta producciones del siglo XX de Marruecos y Bután. Cuenta con tapices europeos y bordados turcos.

## Galería

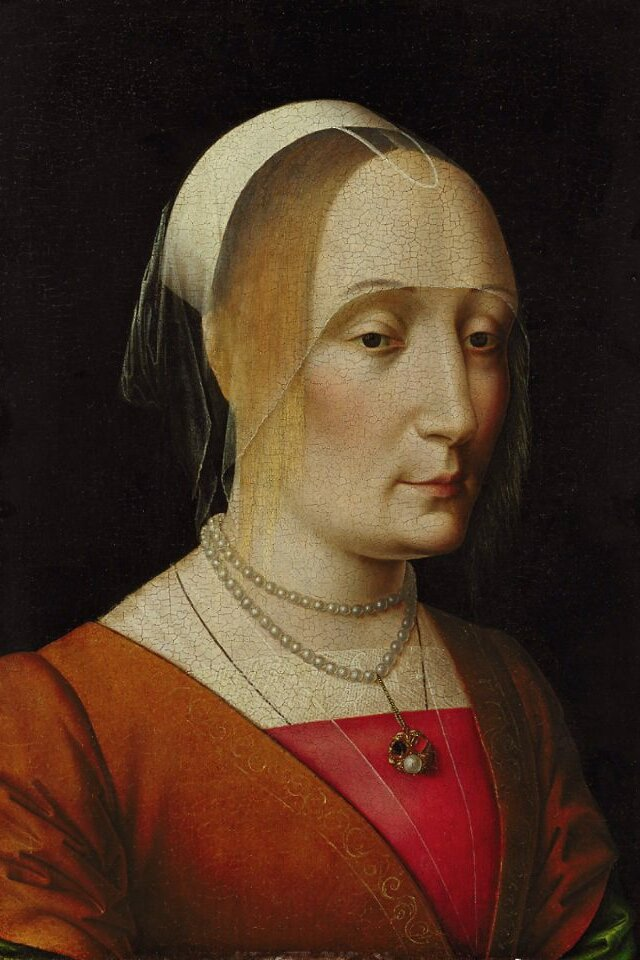
Benedetto Ghirlandaio, Retrato de dama
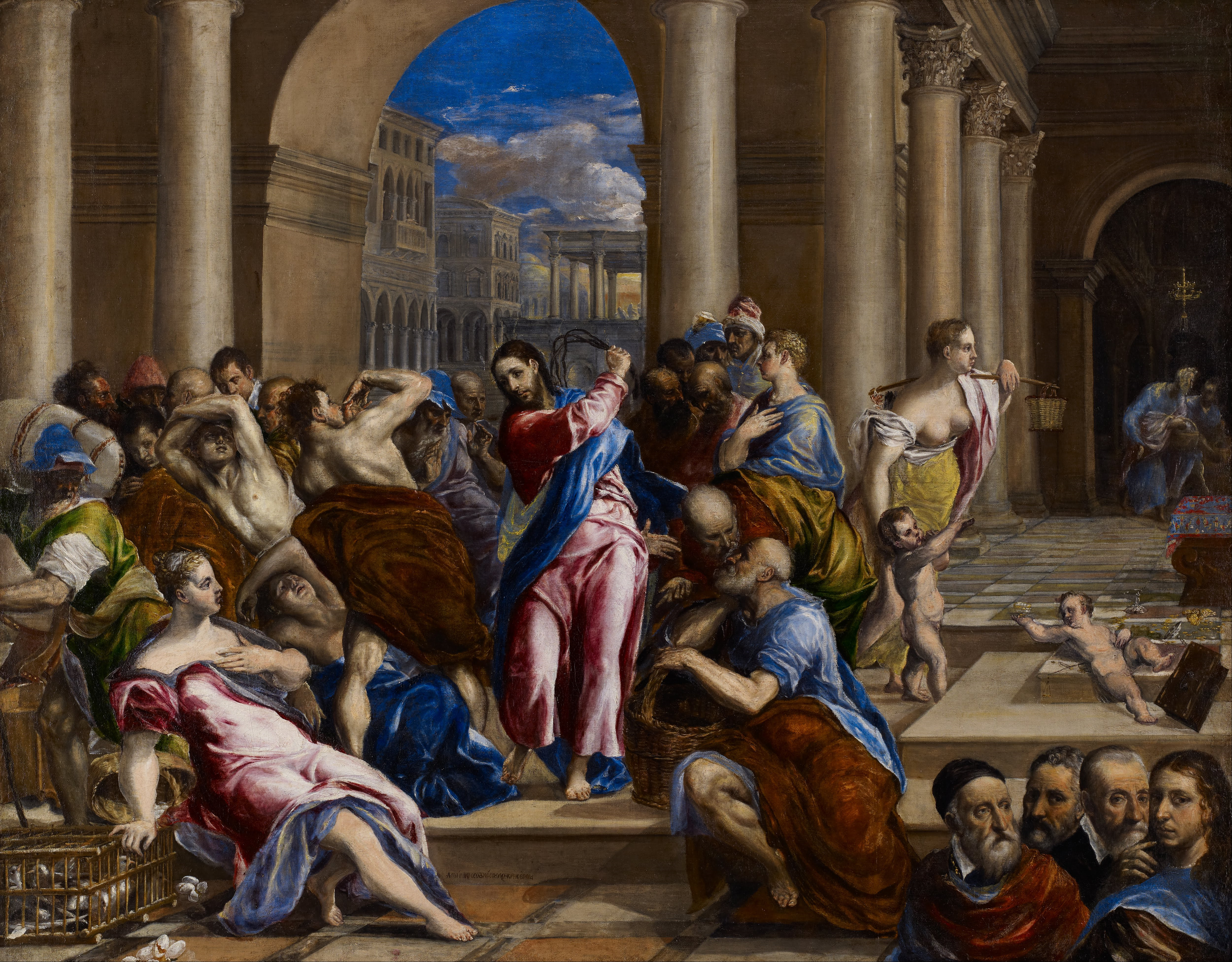
El Greco, La purificación del templo
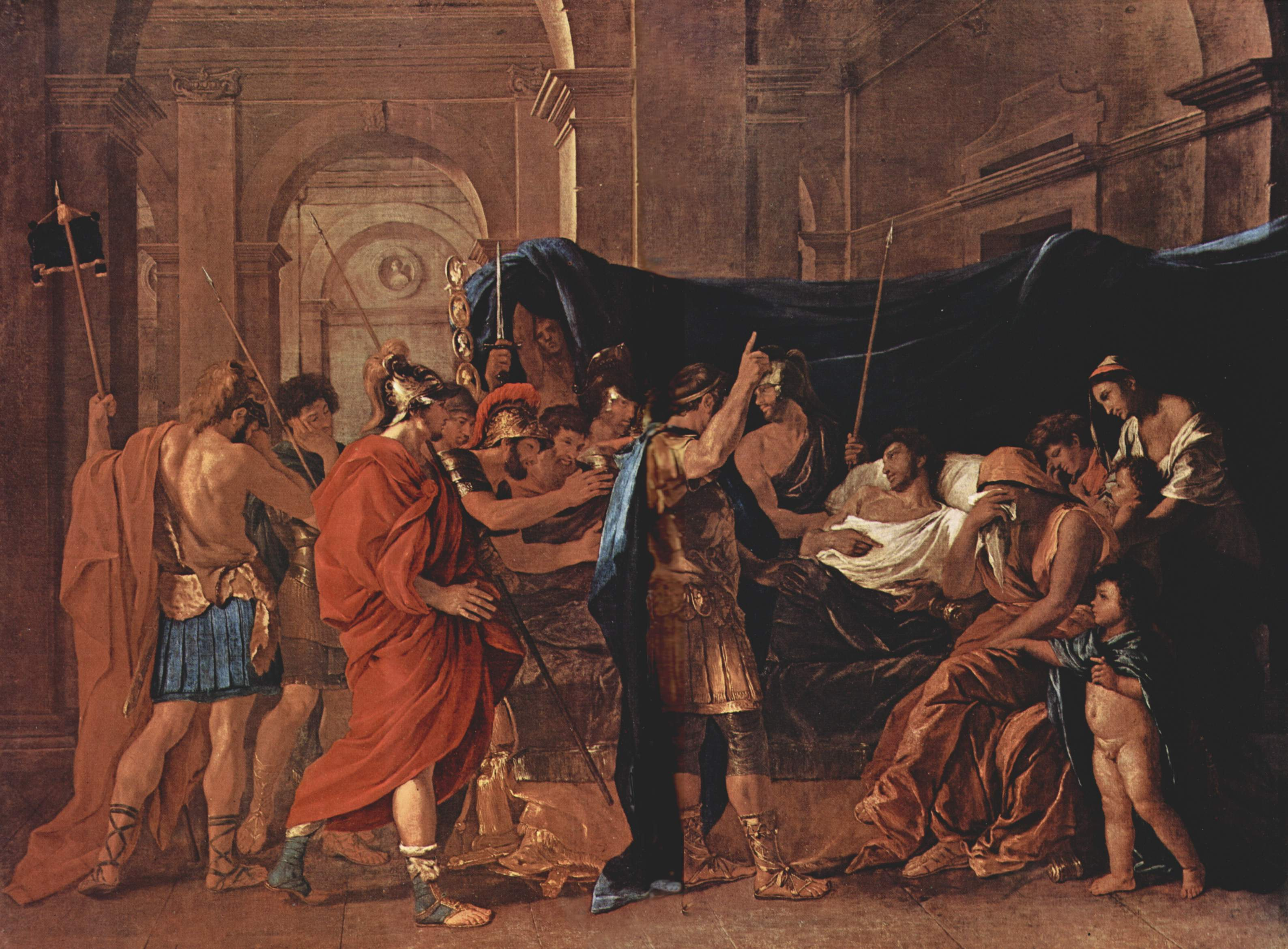
Poussin, La muerte de Germánico
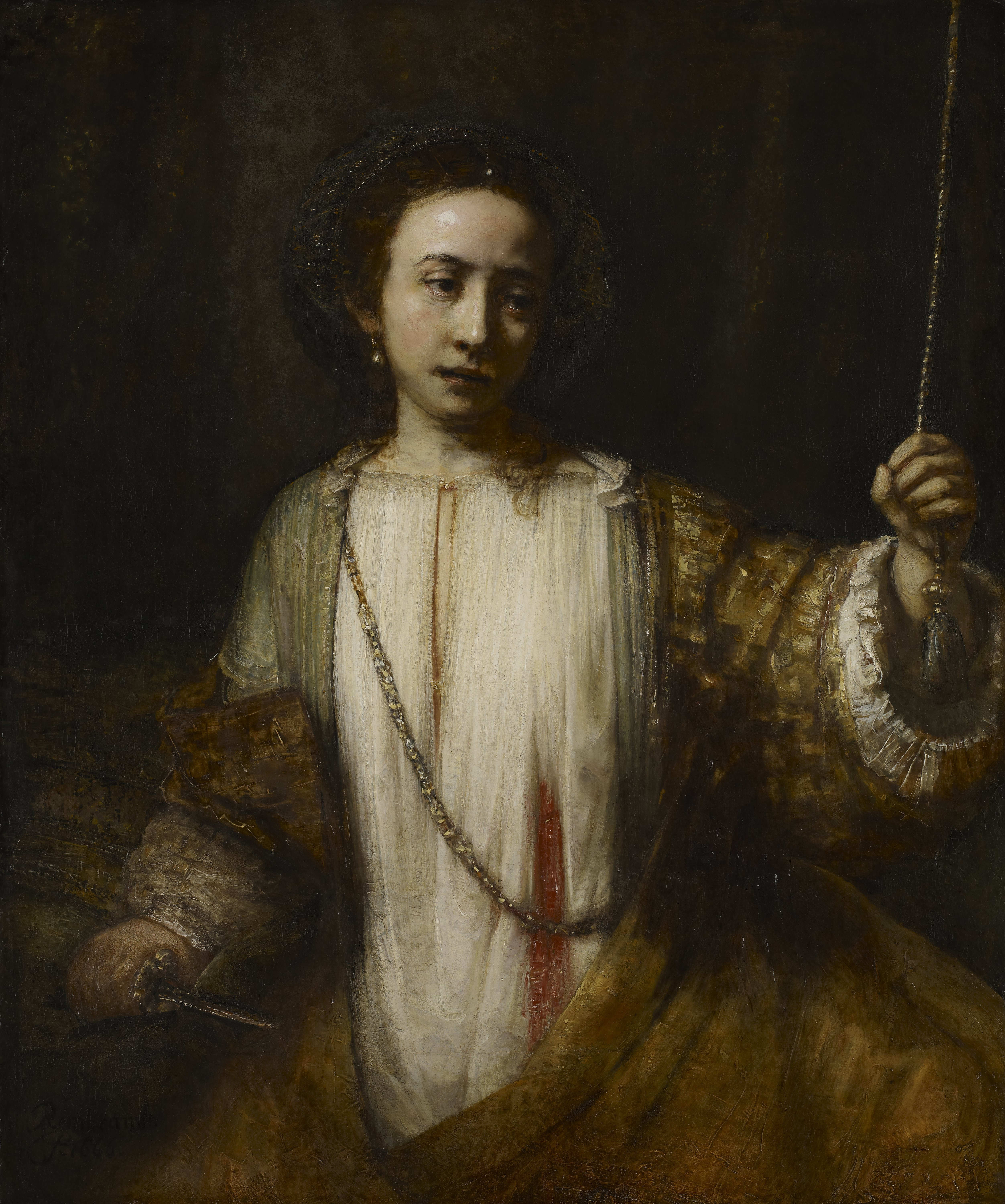
Rembrandt, Lucrecia
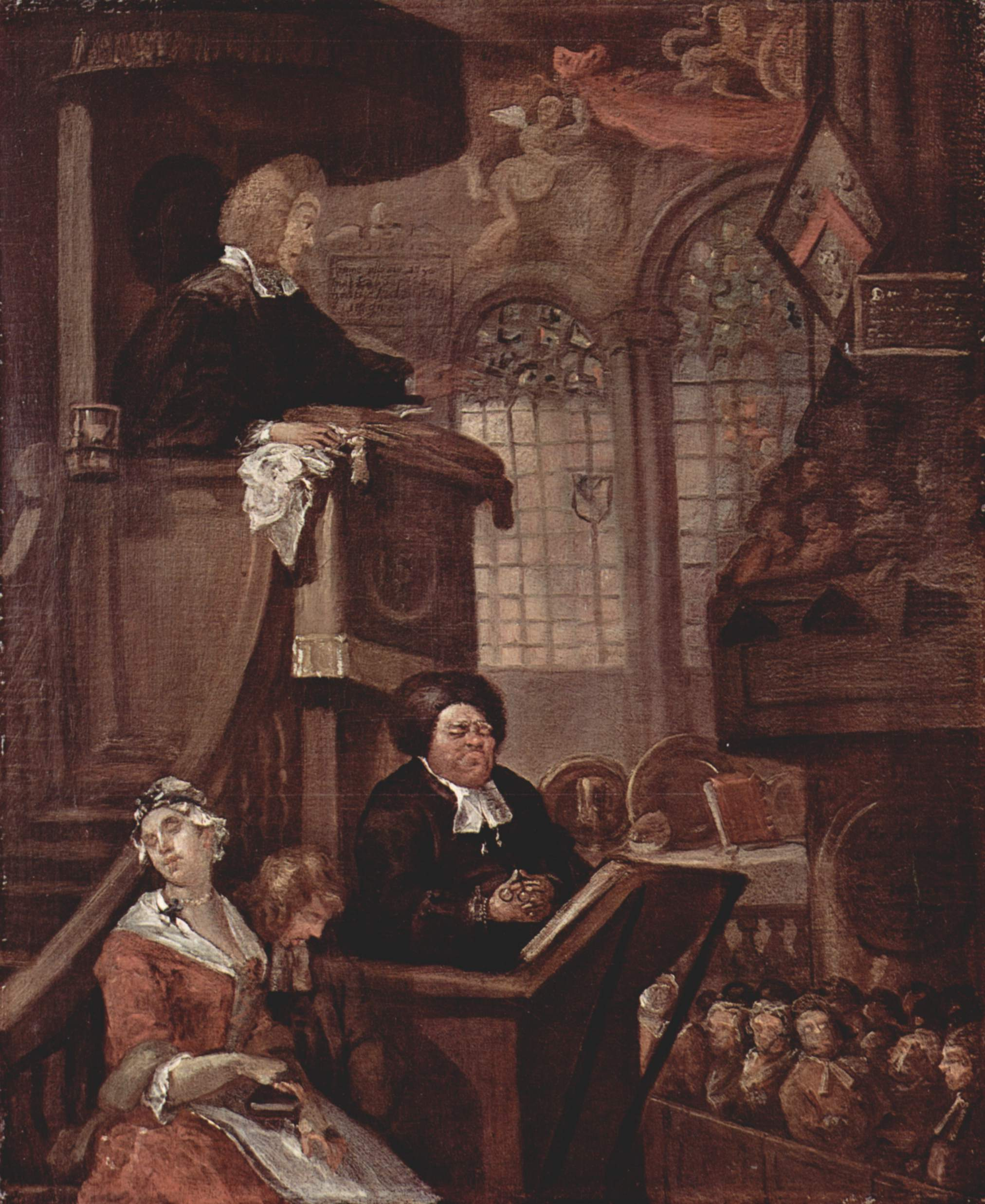
William Hogarth, Personajes durmiendo durante el sermón
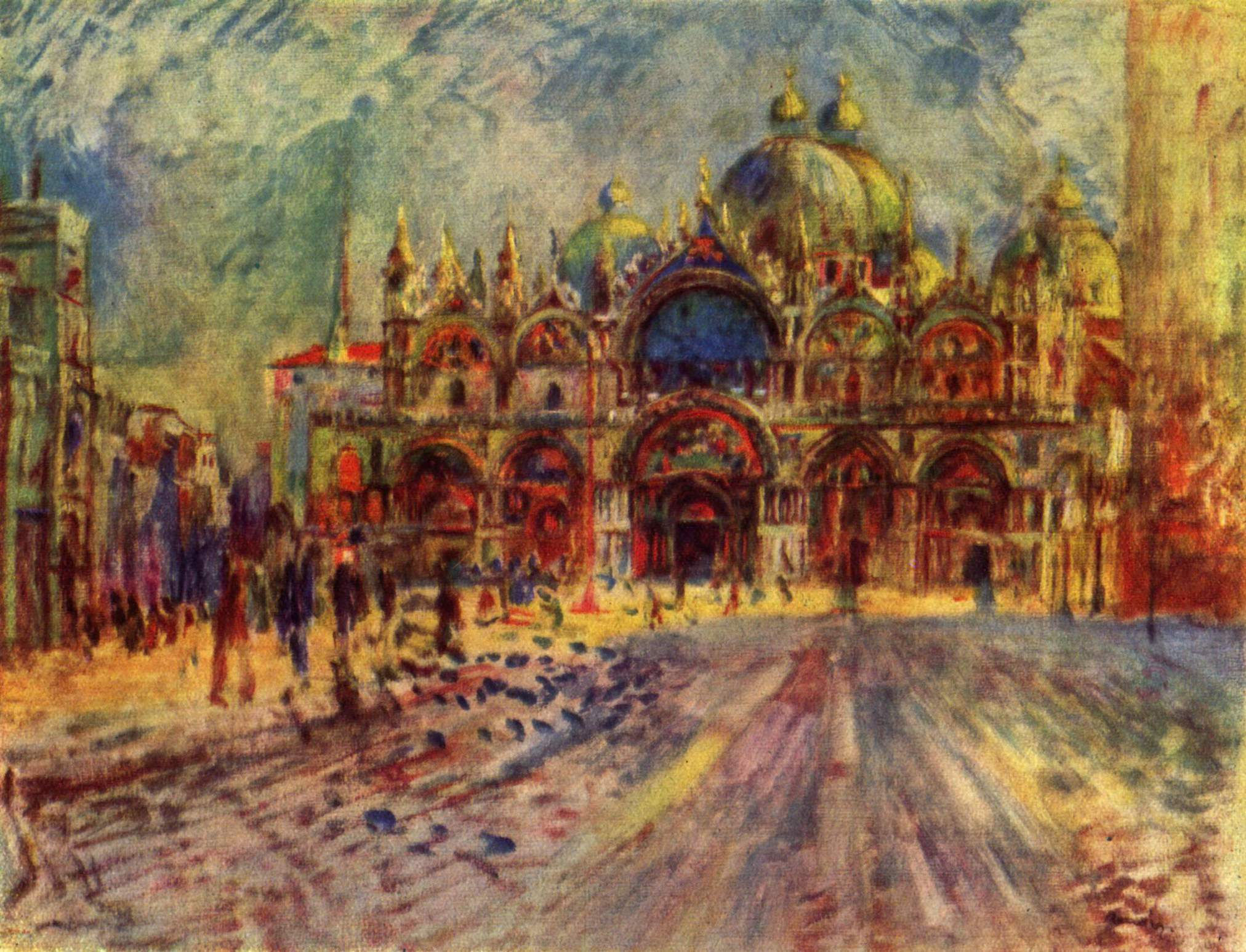
Renoir, La plaza de San Marcos en Venecia
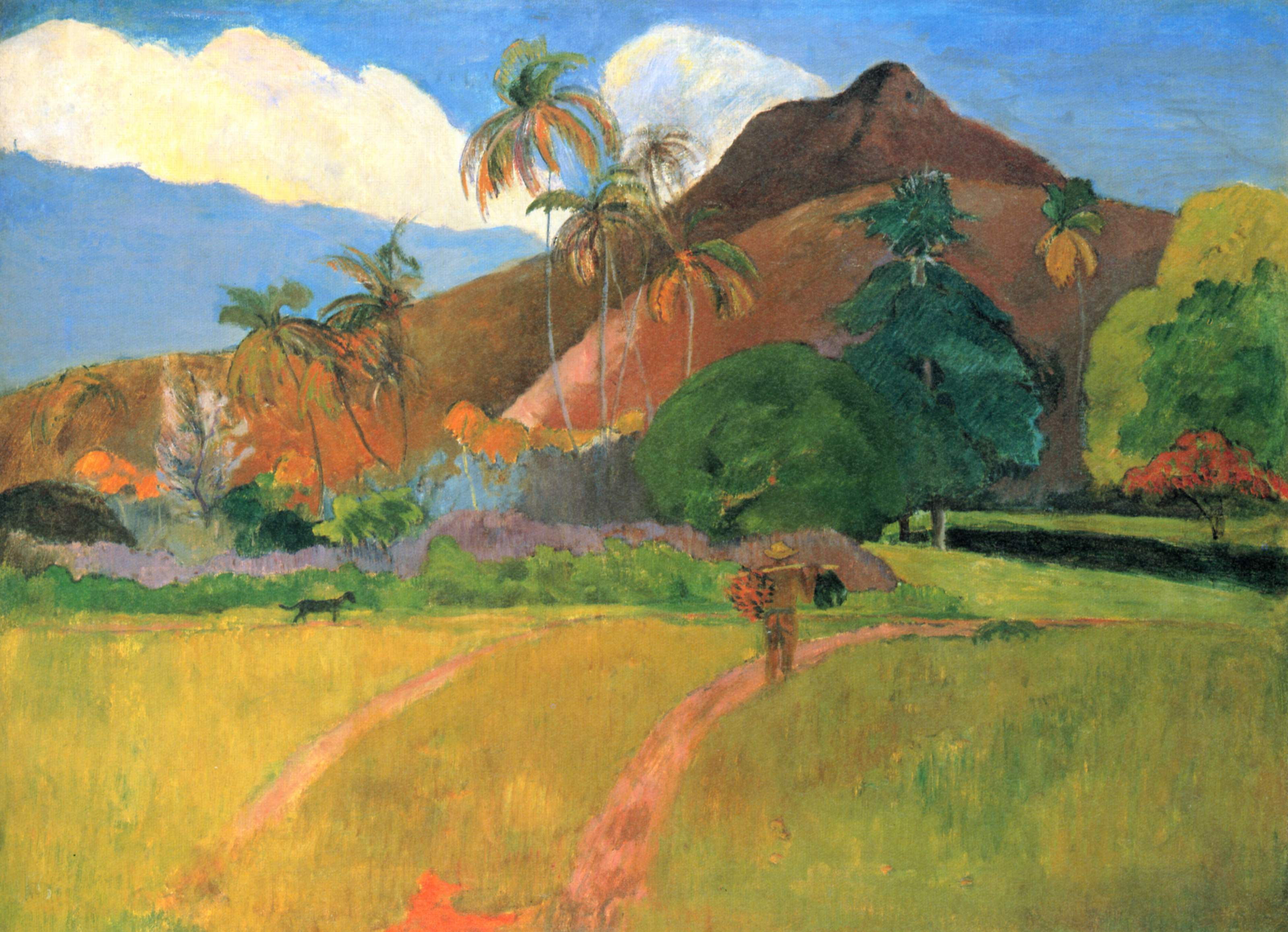
Gauguin, Paisaje de Tahití con campesino
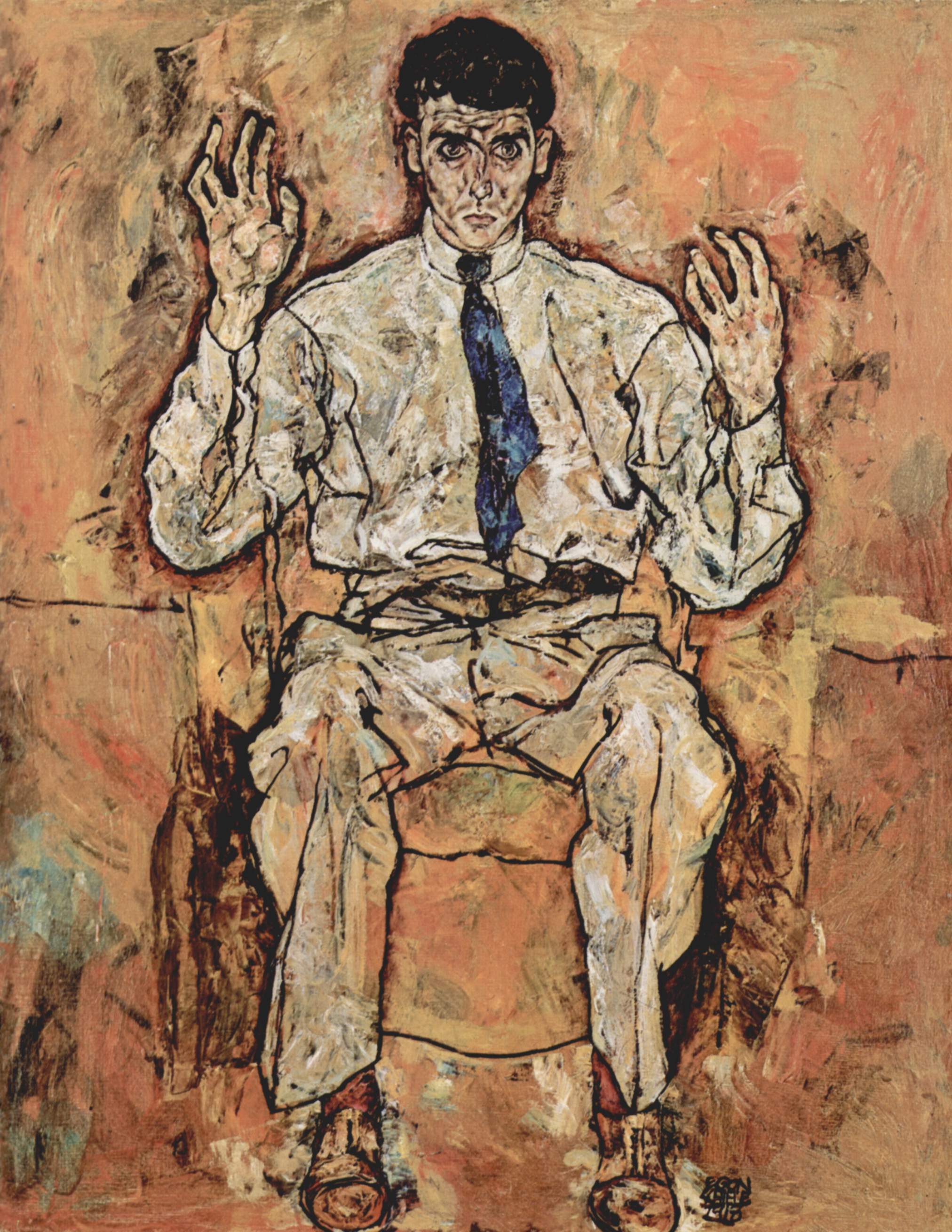
Egon Schiele, Retrato de Albert Paris